# Rosália Lombardo
Rosália Lombardo (Palermo, 13 de dezembro de 1918 — Palermo, 6 de dezembro de 1920), apelidada de A Bela Adormecida, foi uma menina de origem siciliana que faleceu à idade de quase dois anos em consequência de uma pneumonia. Fez-se famosa post mortem, quando seu pai encarregou ao químico Alfredo Salafia (1869-1933), que procedesse a embalsamar o cadáver da menina conforme a sua inovadora e duradoura técnica. Uma vez mumificado o corpo, este foi transladado à Capela dos Meninos das Catacumbas dos Capuccinos de Palermo, sendo um dos últimos corpos a serem aceitos na cripta.
Na atualidade, o corpo embalsamado todavia continua presente às Catacumbas dos Capuccinos.
Um estudo recente com raios X demonstrou que o corpo, inclusive os órgãos, se encontram em excelente estado de conservação e com um grau de deterioração muito leve.
Inicialmente, percebia-se que a menina abria e fechava os olhos diariamente, tendo sido especulado que o movimento das pálpebras era causado pela oscilação de umidade e pelo flash das câmeras, que as decompunha. Posteriormente foi descoberto que seus olhos não se abriam, mas estavam entreabertos. A incidência da luz mudando sua angulação  no decorrer do dia sobre o vidro de seu pequeno caixão iluminava seus olhos de forma a parecer que estavam se abrindo. 

## A técnica
Em 2012 uma equipe de pesquisadores do Instituto de Múmias e Homem de Gelo de Bolzano (Itália) encabeçados pelo bioantropólogo Dario Piombino-Mascali tem tido acesso às notas pessoais de Alfredo Salafia, e inclusive têm podido falar com seus descendentes diretos para descobrir a técnica empregada pelo embalsamador, que nunca a revelou em vida.
A fórmula tão zelosamente guardada por Salafia consistia numa mistura de formol diluído em água que atuava como desinfetante e eliminava às bactérias, saturada em sais de zinco. Também incluía álcool, que junto ao clima particularmente seco das catacumbas poderia ter secado o corpo de Rosália e permitir deste modo sua mumificação; ácido salicílico, que evitava a proliferação de fungos, e glicerina, que prevenia o secamento excessivo dos tecidos corporais.
Outros fatores-chave que intervieram na perfeita conservação do corpo de Rosália foram o clima particularmente seco das catacumbas e a aplicação de parafina dissolvida em éter no rosto da menina, o que favoreceria a sua perfeita conservação ao longo do tempo.